# Уста-Мухаммад
Уста Мухаммад (англ. Usta Mohammad) — город в провинции Белуджистан, Пакистан. Расположен в округе Джафарабад. Население — 37 789 чел. (на 2010 год).

## Географическое положение
Город расположен на границе с провинцией Синд.

## Демография
| 1998   | 2010   |
| ------ | ------ |
| 37 160 | 37 789 |